# Торрес Эль-Фаро
Торрес Эль-Фаро (исп. Torres El Faro) представляет собой комплекс из двух башен 170 метров высотой каждая, с жилыми апартаментами на 47 этажах. Башни расположены на углу улиц Асусена Вильяфлор (исп. Azucena Villaflor) и Костанера-Сур (исп. Costanera Sur) в районе Пуэрто-Мадеро, Буэнос-Айрес, Аргентина.
До 2008 года это было самое высокое здание в Аргентине, пока не был построен более высокий комплекс Le Parc Figueroa Alcorta — Torre Cavia.